# Saint-Amand-Magnazeix
Saint-Amand-Magnazeix is een gemeente in het Franse departement Haute-Vienne (regio Nouvelle-Aquitaine) en telt 532 inwoners (2005). De plaats maakt deel uit van het arrondissement Bellac.

## Geografie
De oppervlakte van Saint-Amand-Magnazeix bedraagt 30,6 km², de bevolkingsdichtheid is 17,4 inwoners per km².
De onderstaande kaart toont de ligging van Saint-Amand-Magnazeix met de belangrijkste infrastructuur en aangrenzende gemeenten.

## Demografie
Onderstaande figuur toont het verloop van het inwonertal (bron: INSEE-tellingen).